# Diggiloo (show)

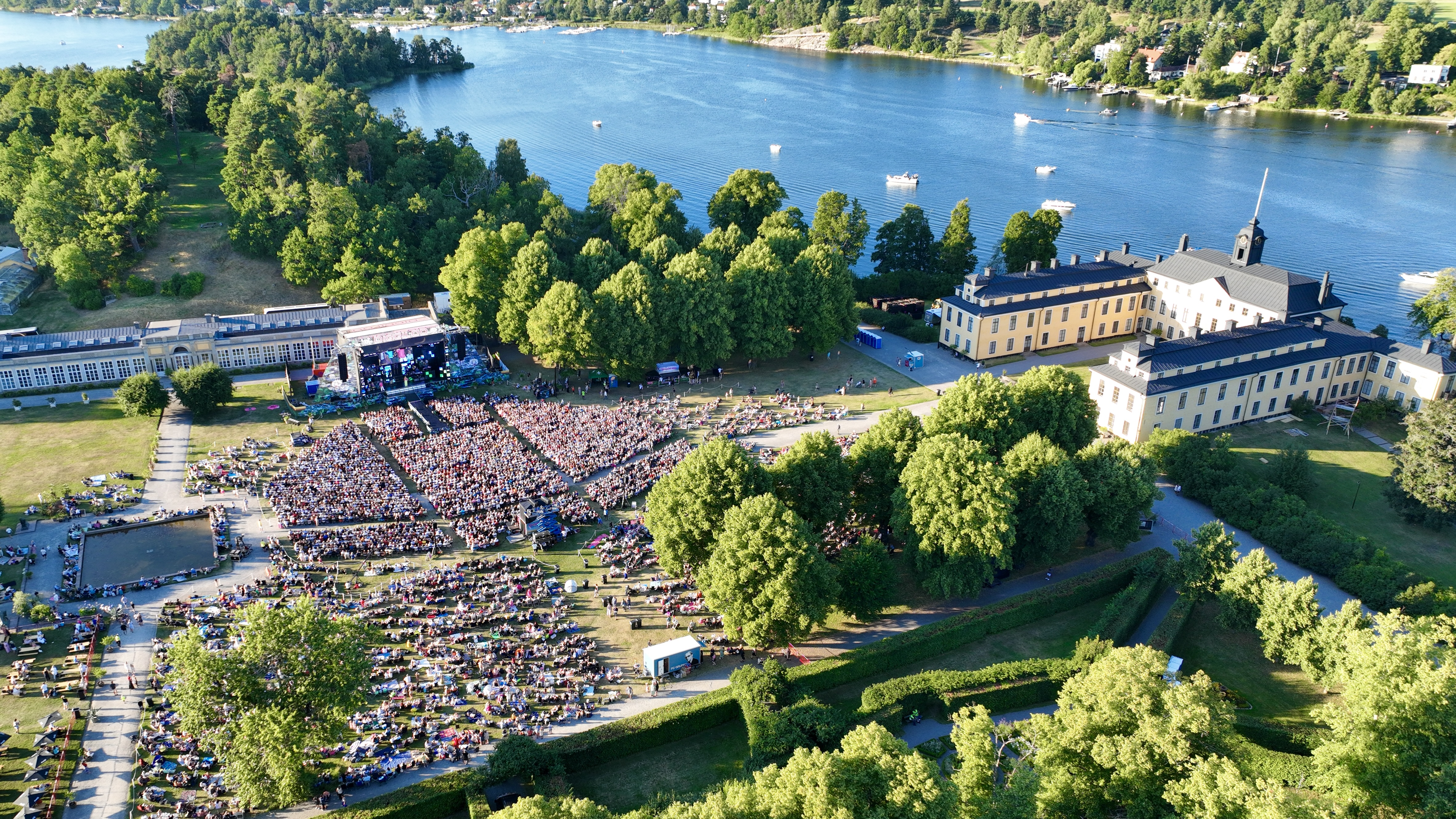
Diggiloo 2022 Ulriksdals Slott.

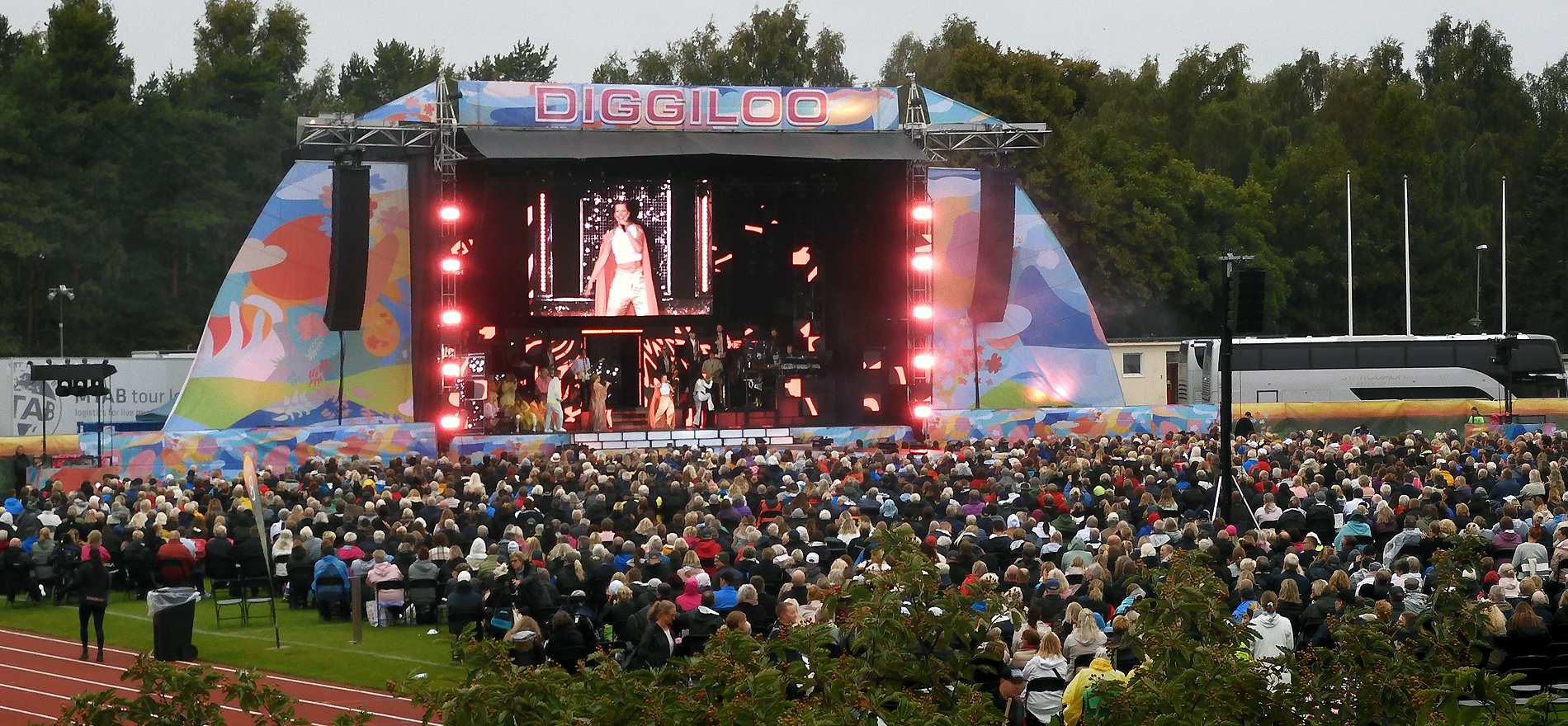
Diggiloo i Ystad 28 aug 2021.

Diggiloo är en sommarshow som startades av bland andra Lasse Holm 2003, då bara med evenemang i Båstad under Swedish Open i tennis, men från 2004 reser showen runt på turné i Sverige under sommarmånaderna och har flera år även besökt Åland och Finland samt en gång Cannes i Frankrike. Ett antal artister underhåller lokalbefolkningen i de orter som besöks. Sångarna sjunger till en stor liveorkester med dels rockuppsättning och dels blås och stråk.

## 2003 – Diggiloos början
Diggiloo som show sattes upp första gången sommaren 2003 och dess tillkomst hade sitt ursprung ur en tidningsrubrik. Lasse Holm som på den tiden var programledare för TV-programmet Diggiloo läste att "Diggiloo ska ut på turné". Han ringde då till nöjesproducenten Patrik Krall som inte heller visste vad tidningsrubriken handlade om. Men båda tyckte att detta lät som en bra idé och så kom showen Diggiloo till. Lasse Holm tillsammans med Patrik Krall och Torgny Söderberg var tre viktiga personer bakom skapandet av showen.
Första året sattes det endast upp tre föreställningar, samtliga spelades på tennisstadion i Båstad. Premiären blev en framgång och showen sågs av en publik på 4 800 gäster. Efter denna framgång började man direkt planera inför nästkommande sommars turné.

### Artister
- Lasse Holm
- Lotta Engberg
- Elisabeth Andreassen
- Kikki Danielsson
- Jessica Andersson
- Magnus Bäcklund
- Siw Malmkvist
- Lill-Babs
- Ann-Louise Hanson
- Stefan Odelberg
- Sanna Nielsen
- Magnus Johansson.

### Orter
- Båstad

## 2004
Sommaren 2004 provades konceptet Diggiloo för en större publik och hela Diggiloo-gänget gav sig ut på en Sverigeturné samt gjorde en tur över till Åland och till Vasa i Finland. Premiären ägde rum i Ronneby. Totalt genomfördes 17 konserter i 15 olika städer. Tre föreställningar gjordes i Finland. Showen på Götaplatsen i Göteborg 2004 drog en publik på 25 000 personer, ett publikrekord för showen.

### Artister
- Lasse Holm
- Lotta Engberg
- Elisabeth Andreassen
- Jessica Andersson
- Magnus Bäcklund
- Siw Malmkvist
- Lill-Babs
- Ann-Louise Hanson
- Andrés Esteche
- Sven-Erik Magnusson
- Thomas Petersson
- Andy Foster
- Magnus Johansson

### Orter
Brösarp, Båstad, Göteborg, Kalmar, Karis, Karlstad, Lidköping, Ronneby, Stockholm, Sälen, Uppsala, Vadstena, Vasa, Åland och Örebro.

## 2005
Efter premiären i Ronneby 2004 blev det en tradition att ha premiären för Diggiloo just där och alltså så även 2005.
Dock var regnet inte bara ett problem 2004 utan även 2005 ställde regnet till det en del. Agneta Sjödin hade en tight, svart klänning i ett av sina nummer och skulle då bli upplyft som en del i koreografin. Men klänningen blev extremt hal när det regnade och därför var det många gånger nära att männen som skulle lyfta henne råkade tappa henne i golvet. Tursamt nog blev det aldrig några riktigt fall och Agneta Sjödin lyckades slutföra sitt nummer varje gång. 

### Artister
- Lasse Holm
- Lotta Engberg
- Elisabeth Andreassen
- Jessica Andersson
- Magnus Bäcklund
- Sanna Nielsen
- Andrés Esteche
- Thomas Petersson
- Christer Sjögren
- Andy Foster
- Agneta Sjödin
- Magnus Johansson

### Orter
Brösarp, Båstad, Cannes, Eskilstuna, Göteborg, Kalmar, Lidköping, Ronneby, Sundsvall, Sunne, Sälen och Vadstena.

## 2006

### Artister
- Lasse Holm
- Lotta Engberg
- Elisabeth Andreassen
- Jessica Andersson
- Magnus Bäcklund
- Caroline Wennergren
- Amy Diamond
- Pernilla Wahlgren
- Thomas Petersson
- Lasse Kronér
- Magnus Johansson

### Orter
Avesta, Borås, Båstad, Eskilstuna, Göteborg, Höga Kusten, Järvsö, Karlskoga, Norrköping, Oskarshamn, Ronneby, Skellefteå, Skövde, Strömstad, Sälen, Vadstena och Åland.

## 2007
Trots en väldigt regnig sommar slogs flera orters publikrekord. Dessa fem orter var Ronneby med 8 000 personer i publiken, Lidköping med 6 500, Vadstena med 4 100, Hällefors med 3 900 och Kristianstad med 7 000 personer i publiken.
Benjamin Ingrosso blev 2007 den yngsta artisten hittills att medverka i showen.

### Artister
- Lasse Holm
- Charlotte Perrelli
- Linda Bengtzing
- Lotta Engberg
- Thomas Petersson
- Jan Johansen
- Lasse Berghagen
- Niklas Andersson
- Molly Sandén
- Benjamin Ingrosso
- Magnus Johansson

### Orter
Avesta, Bispgården, Borås, Båstad, Grebbestad, Hällefors, Höga Kusten, Järvsö, Kristianstad, Lidköping, Ronneby, Stockholm, Sälen, Umeå, Vadstena och Åland.

## 2008
Det blev en hel del bus mellan artisterna detta året, främst mellan Nanne Grönvall och Lasse Holm.

### Artister
- Lasse Holm
- Lotta Engberg
- Linda Bengtzing
- Nanne Grönvall
- Molly Sandén
- Måns Zelmerlöw
- Thomas Petersson
- Magnus Johansson
- Stefan Arwidson
- Kim Strandberg
- Geir Rönning

### Orter
Avesta, Bispgården, Borås, Båstad, Ekenäs, Eskilstuna, Grebbestad, Göteborg, Haparanda, Hok, Hällefors, Järvsö, Kristianstad, Lidköping, Malax, Norrtälje, Ronneby, Skellefteå, Stockholm, Sälen, Vadstena, Visby, Älvsbyn och Öland.

## 2009
Det här året var kung Carl XVI Gustaf och drottning Silvia på konserten på Ulriksdals slott. Drottning Silvia höll tal på scenen och en check på 650 000 kronor lämnades över till henne som en gåva till World Childhood Foundation.

### Artister
- Lasse Holm
- Niklas Strömstedt
- Mojje
- Jessica Andersson
- Brolle
- Ola Svensson
- Thomas Petersson
- Sara Löfgren
- Arja Saijonmaa
- Magnus Johansson
- Madeleine Liljestam

### Orter
Avesta, Bispgården, Båstad, Ekenäs, Eskilstuna, Hok, Hällefors, Järvsö, Kristianstad, Kungsbacka, Lidköping, Lycksele, Malax, Ronneby, Skurup, Stockholm, Sälen, Ullared, Vadstena, Åland, Älvsbyn och Öland.

## 2010
Turnén fick en dramatisk start när Lina Hedlund kollapsade efter genrepet i Ronneby, något som till en början verkade vara vätskebrist. Men när hon någon timma innan spelningen i Trelleborg återigen kollapsade tog hon en paus för att vila upp sig istället. De övriga medlemmarna i Alcazar fick då fortsätta turnén utan henne. 

### Artister
- Lasse Holm
- Alcazar
- Markoolio
- Jessica Andersson
- Gunhild Carling
- Erik Linder
- Mojje
- Thomas Petersson
- Magnus Johansson

### Orter
Bispgården, Båstad, Eskilstuna, Falun, Filipstad, Gävle, Göteborg, Haparanda, Hok, Järvsö, Kristianstad, Lidköping, Lycksele, Ronneby, Skellefteå, Stockholm, Trelleborg, Uddevalla, Ullared, Vadstena, Väddö, Älvsbyn, Öland, Örebro och Örnsköldsvik.

## 2011
Det här året var Thomas Di Leva med i Diggiloo för första gången och blev pappa under sommarens turné, precis innan spelningen i Dalhalla, Rättvik.
Vid genrepet i Ronneby råkade Lasse Holm gå för nära scenkanten och föll handlöst två meter och landade på huvudet. Holm hade hämtat sig från fallet redan dagen efter.

### Artister
- Lasse Holm
- Jessica Andersson
- Linda Bengtzing
- Charlotte Perrelli
- Thomas Di Leva
- Magnus Carlsson
- Linda Pritchard
- Magnus Johansson
- Hilda Stenmalm

### Orter
Alingsås, Båstad, Eksjö, Höga Kusten, Karlstad, Katrineholm, Lidköping, Ronneby, Rättvik, Skurup, Stockholm, Uddevalla, Ullared och Älvsbyn.

## 2012
Detta år firade Diggiloo 10 år och Lasse Holm bestämde sig för att det skulle bli hans sista turné på scen med Diggiloo. Dock höll det återigen på att sluta i katastrof för Holm då han råkade kapa av ett finger när han befann sig i sin sommarstuga och skulle klyva ved. Han klarade ändå att genomföra turnén med bravur och tog adjö av Diggiloo-publiken efter turnéns avslut. Diggiloo hade då setts av drygt 900 000 besökare utspritt i 62 orter.
2012 var även första året då Diggiloo filmades för att sedan sändas på TV4.

### Artister
- Lasse Holm
- Charlotte Perrelli
- Jessica Andersson
- Lotta Bromé
- Magnus Carlsson
- The Moniker
- Markoolio
- Thomas Petersson
- Mojje
- Magnus Johansson
- Fridha Lundell

### Orter
Alingsås, Bispgården, Båstad, Falsterbo, Halmstad, Hok, Hällefors, Järvsö, Kristianstad, Lidköping, Lysekil, Ronneby, Rättvik, Stockholm, Trosa, Vadstena, Älmhult, Älvsbyn, Öland och Östhammar.

## 2013
Efter Lasse Holms beslut att lämna scenen tillkom komikern Per Andersson. Charlotte Perrelli som födde sin tredje son mitt under turnén.

### Artister
- Andreas Weise
- Jessica Andersson
- David Lindgren
- Per Andersson
- Lotta Engberg
- Mojje
- Charlotte Perrelli
- Linda Pritchard
- Claes "Clabbe" af Geijerstam
- E-Type
- Magnus Johansson

### Orter
Alingsås, Båstad, Eksjö, Eskilstuna, Forshaga, Halmstad, Järvsö, Landskrona, Lidköping, Lysekil, Oviken, Ronneby, Rättvik, Skurup, Stockholm, Tibro, Vadstena, Visby, Åland, Älvsbyn och Öland.

## 2014
I den tolfte upplagan av Diggiloo tillkom Oscar Zia med ett italienskt framförande.

### Artister
- Lena Philipsson
- Nanne Grönvall
- Eric Gadd
- Jessica Andersson
- Erik Segerstedt
- Oscar Zia
- Nassim Al Fakir
- Per Andersson
- Magnus Johansson

### Orter
Båstad, Forshaga, Grebbestad, Göteborg, Hok, Härnösand, Katrineholm, Kristianstad, Landskrona, Lidköping, Oviken, Piteå, Ronneby, Rättvik, Skurup, Stockholm, Tibro, Ulricehamn, Vadstena, Varberg, Västervik, Växjö och Öland.

## 2015
Totalt 140 000 personer gästade detta år Diggiloo under sommarens 23 shower, ett nytt rekord för sommarturnén som under sommarens lopp besökte 22 orter i Sverige. Det var dessutom ett helt nytt band musiker den här sommaren med kapellmästare Emanuel Norrby i spetsen. 

### Artister
- Martin Stenmarck
- Helena Paparizou
- Charlotte Perelli
- Andreas Johnson
- Mollie Lindén
- Magnus Carlsson
- Jessica Andersson
- Björn Kjellman
- Hanna Hedlund
- Oskar Bly
- Magnus Johansson
- Lisa Stadell

### Orter
Bispgården, Båstad, Eksjö, Grebbestad, Göteborg, Hällefors, Järvsö, Kristianstad, Nyköping, Piteå, Rättvik, Sandviken, Skurup, Skövde, Stockholm, Ulricehamn, Umeå, Vadstena, Varberg, Vänersborg, Västervik och Öland.

## 2016
Lasse Holm gjorde tillfällig comeback i showen. Startskottet gick i Göteborg där Diggiloo för första gången hade en premiär inomhus i den nybyggda arenan The Theatre i Gothia Towers.

### Artister
- Lasse Holm
- Per Andersson
- Linda Bengtzing
- Jessica Andersson
- Magnus Carlsson
- Medina
- Magnus Johansson
- Linda Pritchard
- Oscar Zia
- Ace Wilder
- Thomas Di Leva

### Orter
Alingsås, Bispgården, Båstad, Eksjö, Göteborg, Järvsö, Kristinehamn, Utanede, Kristianstad, Luleå, Nyköping, Ronneby, Rättvik, Sandviken, Skokloster (Slottsparken), Skurup, Skövde, Stockholm, Strömsholm, Ulricehamn, Umeå, Vadstena, Vänersborg, Västervik och Öland.

## 2017

### Artister
- Andreas Johnson
- Bruno Mitsogiannis
- Charlotte Perrelli
- David Lindgren
- Jessica Andersson
- Robin Bengtsson
- Tommy Nilsson
- Wiktoria
- Özz Nûjen

### Orter
Bollnäs, Borgholm, Båstad, Halmstad, Hok, Karlsborg, Kil, Kristianstad, Kungsbacka, Landskrona, Lidköping, Motala, Nyköping, Ronneby, Rättvik, Skurup, Sollefteå, Stockholm, Strömsholm, Umeå, Vimmerby och Vänersborg.

## 2018
2018 års turné inleddes 4 juli och avslutades 22 spelningar senare den 18 augusti. David Lindgren tog över Lasse Holms roll som frontfigur för arrangemanget. 

### Artister
- Christer Björkman
- Marika Carlsson
- Kamferdrops
- David Lindgren
- Mariette
- Mendez
- Tommy Nilsson
- Charlotte Perrelli
- Ida Redig
- Ola Salo[12]

### Orter
Malmö, Hok, Ulricehamn, Borgholm, Bromölla, Halmstad, Rättvik, Bispgården, Umeå, Göteborg, Åmål, Kristinehamn, Västervik, Vagnhärad, Karlsborg, Båstad, Ystad, Motala, Strömsholm, Bollnäs, Stockholm och Lidköping.

## 2019
2019 års turné inleddes den 3 juli på Malmö Arena och spelades sedan ytterligare 23 gånger runt om i Sverige med avslutning på Sundbyholms Slott i Eskilstuna.

### Artister
- Jessica Andersson
- Magnus Carlsson
- David Lindgren
- Mariette
- John Lundvik
- Mimi Werner
- Brolle
- Thomas Petersson
- Arvingarna

### Orter
Malmö, Eksjö, Linköping, Vårgårda, Gränna, Bromölla, Ystad, Varberg, Vagnhärad, Rättvik, Järvsö, Västervik, Borgholm, Båstad, Vänersborg, Burgsvik (Gotland), Höga Kusten, Älvsbyn, Karlskoga, Tibro, Gävle, Stockholm, Uppsala och Eskilstuna.

## 2020
2020 års Diggilooturné flyttades fram till 2021 på grund av covid-19-pandemin och regeringens beslut att förbjuda allmänna sammankomster med fler än 50 personer. 

### Artister
- Jessica Andersson
- Peter Jöback
- Sanne Salomonsen
- David Lindgren
- Mariette
- Tommy Nilsson
- Per Andersson (skådespelare)
- Sarah Dawn Finer
- Frida Öhrn
- Theoz
- Kristina Lindgren

### Orter
Malmö, Ronneby, Mariestad, Vårgårda, Vetlanda, Ystad, Gränna, Oxelösund, Älvsbyn, Höga Kusten, Rättvik, Borgholm, Varberg, Kristianstad, Båstad, Åmål, Vänersborg, Hestra, Västervik, Karlskoga, Motala, Bollnäs, Stockholm, Gävle och Eskilstuna.

## 2021

### Artister
- Jessica Andersson
- Peter Jöback
- Sanne Salomonsen
- David Lindgren
- Mariette
- Tommy Nilsson
- Per Andersson (skådespelare)
- Sarah Dawn Finer
- Frida Öhrn
- Kristina Lindgren
- Tusse

### Orter
Malmö, Vetlanda, Varberg, Ystad, Gränna, Oxelösund, Älvsbyn, Höga Kusten, Rättvik, Borgholm, Ronneby, Kristianstad, Båstad, Åmål, Vänersborg, Hestra, Västervik, Mariestad, Karlskoga, Motala, Vårgårda, Bollnäs, Stockholm, Gävle och Eskilstuna.

## 2022

### Artister
- Måns Möller
- Lena Philipsson
- Liamoo
- Theoz
- Mariette
- John Lundvik
- Sanne Salomonsen
- Jessica Andersson
- Robin Bengtsson

### Orter
Malmö, Vetlanda, Ystad, Varberg, Älvsbyn, Höga kusten, Rättvik, Kristianstad, Vårgårda, Båstad, Åmål, Vänersborg, Gränna, Borgholm, Mariestad, Karlskoga, Hestra, Söderköping, Bollnäs, Stockholm, Sandviken och Eskilstuna.

## 2023
Sveriges största sommarturné firar två decennier på vägarna, och smått ofattbara tre miljoner besökare genom åren! Så gör dig redo för ett hejdundrande jubileumskalas 2023 med extra allt och massor av överraskningar på scen.

### Artister
- Nike Sellmar
- Daniel Norberg
- Maria Sur
- Liamoo
- John Lundvik
- Jessica Andersson
- Thomas Di Leva
- Hanna Hedlund
- Andreas Lundstedt
- Anne-Li Rydé
- Bruno Mitsogiannis
- Lisa Stadell

### Orter
Hok, Ystad, Varberg, Höga kusten, Rättvik, Motala, Västervik, Bromölla, Gränna, Borgholm, Ljungby, Båstad, Strömstad, Vänersborg, Karlsborg, Söderköping, Ulricehamn, Kristinehamn, Sandviken, Järvsö, Uppsala, Stockholm, Eskilstuna, Göteborg

## 2024

### Artister
- Anders Bagge
- Lucianoz
- Wiktoria
- Liamoo
- Andreas Weise
- Jessica Andersson
- Ann Westin
- Elisa Lindström
- Andreas Lundstedt
- Cimberly Wanyonyi
- Saga Ludvigsson
- Lisa Stadell

### Orter
Ronneby, Ystad, Vetlanda, Oxelösund, Gränna, Osby, Halmstad, Västervik, Helsingborg, Varberg, Älvsbyn, Höga kusten, Rättvik, Borgholm, Hestra, Vänersborg, Karlsborg, Kristinehamn, Uppsala, Linköping, Bollnäs, Stockholm, Eskilstuna, Göteborg